# Show Band
Show Band – polski zespół muzyczny założony w Warszawie. Istniał w latach 1972-1976 i nagrywał muzykę ilustracyjną z pogranicza jazzu, jazz-rocka, soulu, funku, jak również bossa novy na potrzeby Polskiej Kroniki Filmowej i filmu. 

## Historia
Założycielem i liderem tria był Anatol Wojdyna (gitara basowa), który zaprosił do współpracy dwóch młodych, lecz już doświadczonych muzyków, tj.: Macieja Głuszkiewicza (ex- Klan; organy Hammonda) i Jana Mazurka (ex- Breakout i Quorum; perkusja, skrzypce). Show Band regularnie wyjeżdżał grywać muzykę szlagierową, w celach zarobkowych do Skandynawii. Poza tym często występował w Warszawie, m.in. podczas karnawału w Hotelu Forum (w 1974 roku). W 1973 roku Andrzej Dąbrowski zaprezentował w audycji „Trzy kwadranse jazzu” (Program III P. R.) koncertowe nagrania grupy, zarejestrowane przez Wojdynę w roku 1972 podczas jednego ze skandynawskich wojaży. Po emisji programu posypały się najrozmaitsze propozycje, w tym propozycja ze strony przedstawiciela WFDiF, odnośnie do nagrania dwóch trwających ok. 40-50 min. bloków z muzyką autorską na potrzeby Polskiej Kroniki Filmowej i filmu. W rezultacie Show Band z gościnnym udziałem Jana Jarczyka (pianino Fender Rhodes) i Aleksandra Bema (instrumenty perkusyjne) zarejestrował w 1974 roku pierwszą sesję nagraniową dla WFDiF. Jeden z nagranych wówczas utworów, Tygrysi krok, został wykorzystany m.in. w pierwszym odcinku serialu 07 zgłoś się. W 1975 roku grupa ponownie weszła do studia i z udziałem grającego na kongach A. Bema oraz z Głuszkiewiczem grającym już nie tylko na organach, lecz także na pianinie elektrycznym, nagrała drugą sesję z muzyką ilustracyjną na potrzeby WFDiF. Zespół przestał istnieć w 1976 roku ze względu na zmianę opcji politycznej w Szwecji, która od tego momentu skutecznie utrudniała zdobycie zezwolenia na pracę na terenie Skandynawii. Obydwie sesje nagraniowe Show Bandu ukazały się po wielu latach na płytach Punkt styku (2014) i Dno przestrzeni (2018), wydanych nakładem GAD Records.

## Dyskografia

### Albumy
- 2014: Punkt styku (CD/LP GAD Records)[2]
- 2018: Dno przestrzeni (CD/LP GAD Records)[3]